# Kosheen
Kosheen — angielski zespół muzyczny tworzący muzykę trip hop, drum and bass i rock. Trio tworzą Sian Evans, Markee Ledge i Darren Beale.
Nazwa zespołu jest złożeniem japońskich słów stary (古, transl. ko) i nowy (新, shin).

## Historia

### Resist (1999–2002)
Pierwszy album zespołu zatytułowany Resist został wydany we wrześniu 2001 roku i osiągnął 8. pozycję na liście przebojów UK. Albumowi towarzyszyły single "(Slip and Slide) Suicide", "Hide U", "Catch", "Hungry" oraz "Harder".

### Kokopelli (2003–2005)
Drugi album, Kokopelli – nazwany imieniem indiańskiego bóstwa płodności, został wydany w sierpniu 2003 roku i dotarł do 7. miejsca listy przebojów. Singel z albumu, "All in My Head", również znalazł się na 7. miejscu. Album oddalił się od stylu drum and bass poprzedniej płyty, skłaniając się ku gitarowym riffom i mroczniejszym tekstom. Mimo wysokiego miejsca na liście przebojów, sprzedaż albumu była gorsza niż pierwszej płyty.

### Damage (2007–2008)
Trzeci album, Damage, został wydany w marcu 2007. Płyta została wydana w dwóch wersjach, na rynek europejski i brytyjski. Wersja brytyjska zawiera dwa dodatkowe utwory "Analogue Street Dub" i "Professional Friend"; została wydana we wrześniu 2007 roku. Pierwszy singel z albumu, "Overkill", został wydany w marcu (Europa) i w sierpniu (Wielka Brytania) 2007 roku.

### Independence (2012)
Czwarty album "Independence", został wydany 2 października 2012 a pierwszym singlem była piosenka "Get A New One". Dnia 19 grudnia 2010 został opublikowany pierwszy utwór "Belladonna" z nadchodzącego albumu na swojej oficjalnej stronie FB oraz 3 inne utwory na stronie zespołu.

## Dyskografia

### Albumy
- Resist (2001 – Moksha Records/Sony BMG (UK & ROW) / Kinetic (USA)) #8 UK, #29 AUS
- Kokopelli (2003 – Moksha Records/Sony BMG) #7 UK, #67 AUS
- Damage (2007 – Moksha Records/Universal) #95 UK, #8 UK Indie
- Independence (2012 – Kosheen Records/Ledge Productions/Sony ATV) #37 AUT, #41 SWI
- Solitude (2013)

### Single
- 1999 – "Yes Men"
- 1999 – "Dangerous Waters"
- 2000 – "Hide U/Empty Skies" #73 UK
- 2000 – "Catch" #86 UK
- 2001 – "(Slip and Slide) Suicide" #50 UK
- 2001 – "Hide U" (remiks) #6 UK, #23 AUS
- 2001 – "Catch" (reedycja) #15 UK, #27 AUS
- 2002 – "Hungry" #13 UK, #53 AUS
- 2002 – "Harder" #53 UK
- 2003 – "All in My Head" #7 UK, #37 AUS
- 2003 – "Wasting My Time" #49 UK
- 2004 – "Avalanche" (wyłącznie do pobrania)
- 2007 – "Overkill (Is It Over Now?)" (wydanie europejskie)
- 2007 – "Overkill" (wydanie brytyjskie)
- 2007 – "Like a Book"
- 2007 – "Guilty" (wydanie europejskie wyłącznie do pobrania)
- 2008 – "Thief" (wydanie zaplanowane)
- 2011 – "Get A New One"
- 2012 – "Waste"